# جناس مرفو
جناس مَرْفُوّ (رفو شده) در آرایه‌های ادبی از انواع جناس مرکب است. در این نوع یکی از ارکان، از ترکیب یک کلمه و حرفی از کلمه پیش از خود تشکیل شده است که مجموعاً در رکن دیگر به شکل یک واژه وجود دارد. به عبارتی، این جناس مرکب از یک کلمه و بخشی از کلمه‌ای دیگر است.

مثال ۱:
| دور است سر آب از این بادیه، هش دار |  | تا غول بیابان نفریبد به سرابت |

مثال ۲:
| چاره ما ساز که بی‌یاوریم |  | گر تو برانی به که روی آوریم |